# Viștea (gmina)
Viștea – gmina w Rumunii, w okręgu Braszów. Obejmuje miejscowości Olteț, Rucăr, Viștea de Jos, Viștea de Sus i Viștișoara. W 2011 roku liczyła 2026 mieszkańców. 